# Ånnsjön
Ånnsjön er en sø i det vestlige Jämtland mellem Storlien og Åre. Søen har et areal på 59 kvadratkilometer og er i princippet cirkelrund. Dets største dyb er på 34 meter og søen ligger totalt 525 m.o.h. Ånnsjön har et meget rigt fugleliv, og ved søen ligger Ånnsjöns fågelstation, hvor der forskes i fugleliv.

## Ånnsjöbygden
Et stort antal levn fra stenalderen er blevet fundet i området, først og fremmest omkring Bunnerviken. I dag ligger et par landsbyer og gårde ved Ånnsjön. Ånn, Klocka og Landverk ligger ved søens nordlige bredder. Ved den sydvestlige ligger Handöl, kendt for sin teglstensfabrik, mens Bränna og Bunnerviken ligger ved de sydlige bredder.
63°15′N 12°32′Ø / 63.250°N 12.533°Ø